# Ysabel (Schiff, 1886)
Die Ysabel war ein Frachtschiff der Gesellschaft von Adolph von Hansemann und später der Neuguinea-Kompagnie.

## Geschichte
Nach dem Verlust der Papua im Dezember 1885 benötigte die Neuguinea-Kompagnie ein Nachfolgeschiff. Als Gründer und Vorsitzender der Kompanie besorgte Adolph von Hansemann die Beauftragung eines Ersatzbaus. Dies war die Ysabel, die 1886 auf Vermittlung von Adolph Woermann bei der Hamburger Werft Blohm & Voss in Auftrag gegeben wurde. Sie war das erste Schiff der Werft, dessen Rumpf aus Stahl – anstelle von Eisen – bestand. Die Ablieferung erfolgte am 4. November 1886. Obwohl mit über 200.000 Mark das teuerste Schiff der Neuguinea-Kompagnie, war sein Preis für die Werft unbefriedigend. Stahl führte zu erhöhten Baukosten, deren Nachteil allerdings durch Gewichtseinsparung und erhöhte Tragfähigkeit des Schiffes ausgeglichen wurden.
Unter Führung des Kapitäns Eduard Dallmann verließ die Ysabel den Hamburger Hafen am 28. November 1886 zur Überführungsfahrt nach Neuguinea. Die Reiseroute verlief über Gibraltar (8. Dezember 1886), Port Said (18.–20. Dezember 1886), Aden (30. Dezember 1886), Colombo (14.–15. Januar 1887), Singapur (25. Januar 1887) und Surabaya (1.–4. Februar 1887). Am 17. Februar 1887 traf die Ysabel in Finschhafen auf Neuguinea ein. Das Schiff verband in den folgenden Jahren die Stationen der Kompagnie innerhalb des Schutzgebietes und stellte die Verbindung mit den internationalen Schifffahrtslinien her. Im Einzelnen diente das Schiff der Beförderung angeworbener Arbeiter und auch dem Postverkehr. Nachdem der Anschluss zunächst über Cooktown in Australien lief, geschah er ab dem Frühjahr 1889 via Surabaya auf Java (Indonesien).
Am 1. Mai 1889 verkaufte Hansemann die Ysabel an die Neuguinea-Kompagnie. Die Ysabel wurde das langlebigste Schiff der Kompagnie, die diverse Schiffsverluste zu verzeichnen hatte. Ab dem Jahr 1891 erfolgte der Anschluss an die internationalen Schifffahrtslinien via Singapur mittels gecharterter Schiffe. Die Ysabel beschränkte sich nunmehr auf Verbindungen innerhalb des Schutzgebietes und blieb in Reserve. Im April 1891 rettete die Ysabel die Schiffbrüchigen der Ottilie, die ebenfalls der Kompagnie gehörte und bei den Admiralitätsinseln auf ein Riff gelaufen war. Im Jahr 1895 lief auch die Ysabel auf ein Riff an der Nordküste der Gazelle-Halbinsel und musste zur Reparatur nach Sydney. Am 27. Oktober 1896 wurde das Schiff für 5.000 Pfund an die australischen Linie Burns Philp verkauft. Dies entsprach etwa 40 Prozent der Anschaffungskosten. Die Neuguinea-Kompagnie nannte als Verkaufsgründe den Verschleiß und zu teuren Unterhalt. Nachfolgerin der Ysabel wurde die 1897 gebaute Johann Albrecht. Die Ysabel endete offenbar als Totalverlust, nachdem sie am 7. Juni 1907 in den Marshallinseln gestrandet war. Im Jahr 1908 wurde sie aus dem britischen Schiffsregister gelöscht.
Meeresgebiete bei der Insel Neuhannover wurde nach dem Schiff Ysabel-Fahrt und Ysabel-Kanal genannt (heute Ysabel Straight).